# Skien kirke

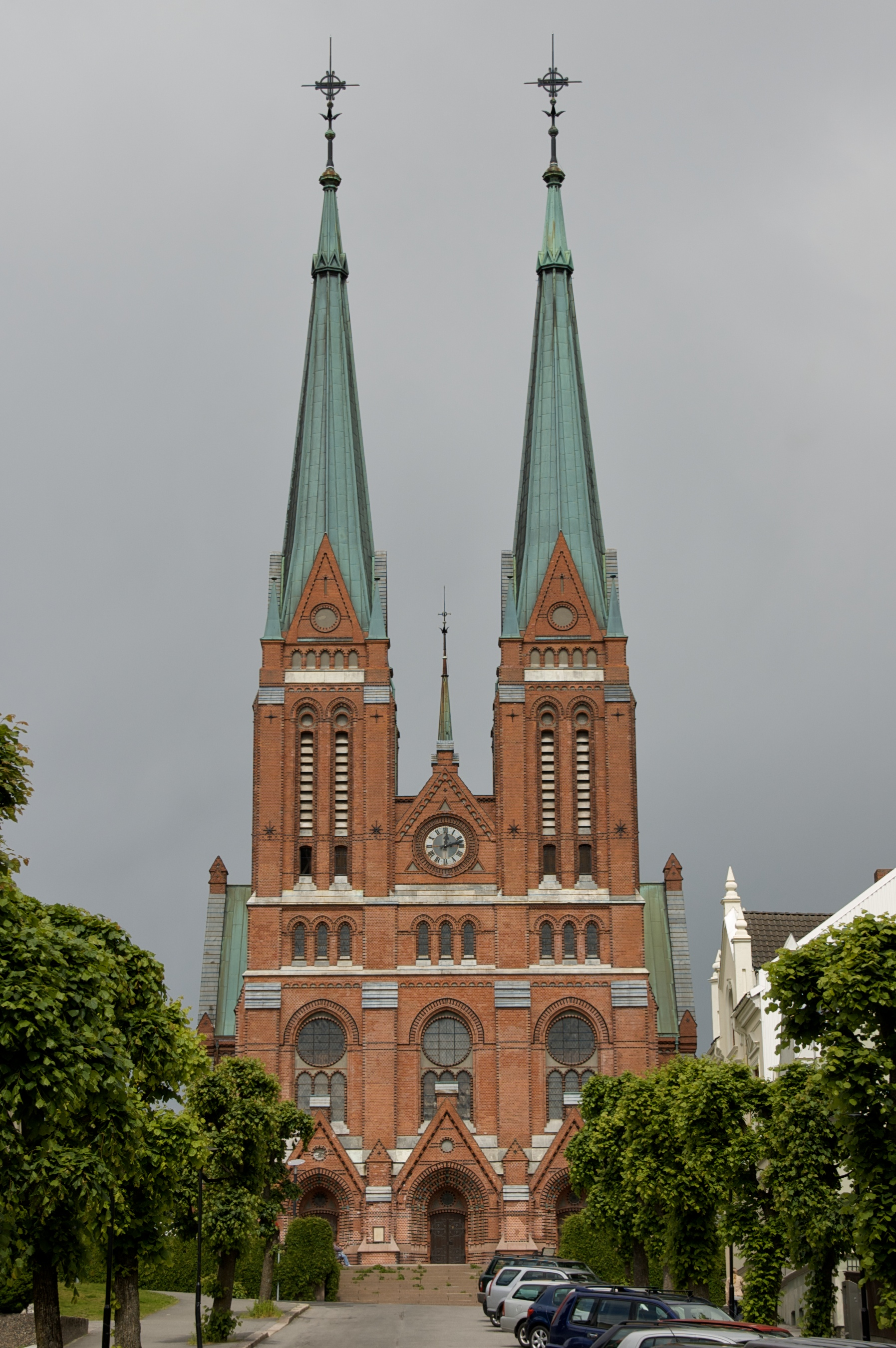
Hauptportal der Skien kirke

Die evangelisch-lutherische Skien kirke ist ein neugotischer Kirchenbau in der norwegischen Stadt Skien aus dem Jahr 1894. Sie ist die Hauptkirche der Propstei Skien.

## Geschichte
Skiens ehemalige Christianskirke am heutigen Marktplatz wurde 1886 durch einen großen Brand zerstört. Bis zu einer Neuerrichtung wurde im Stadtteil Marenso eine Holzkirche erbaut, die später als Schulhaus genutzt wurde. Am 31. März 2011 wurde das Schulgebäude abgerissen.
Mit der Aussicht, dass Skien zum Bischofssitz ernannt werden würde, ist die Skien kirke als Domkirche entworfen worden. Während des Zweiten Weltkrieges strukturierte Quislings Besatzungsregierung die Kirchenorgane neu und die Skien kirke wurde bis zum Kriegsende Domkirche genannt. Danach wurde die alte geografische Kirchenordnung wieder eingeführt und Skien wurde nicht Bischofssitz.

## Bauwerk

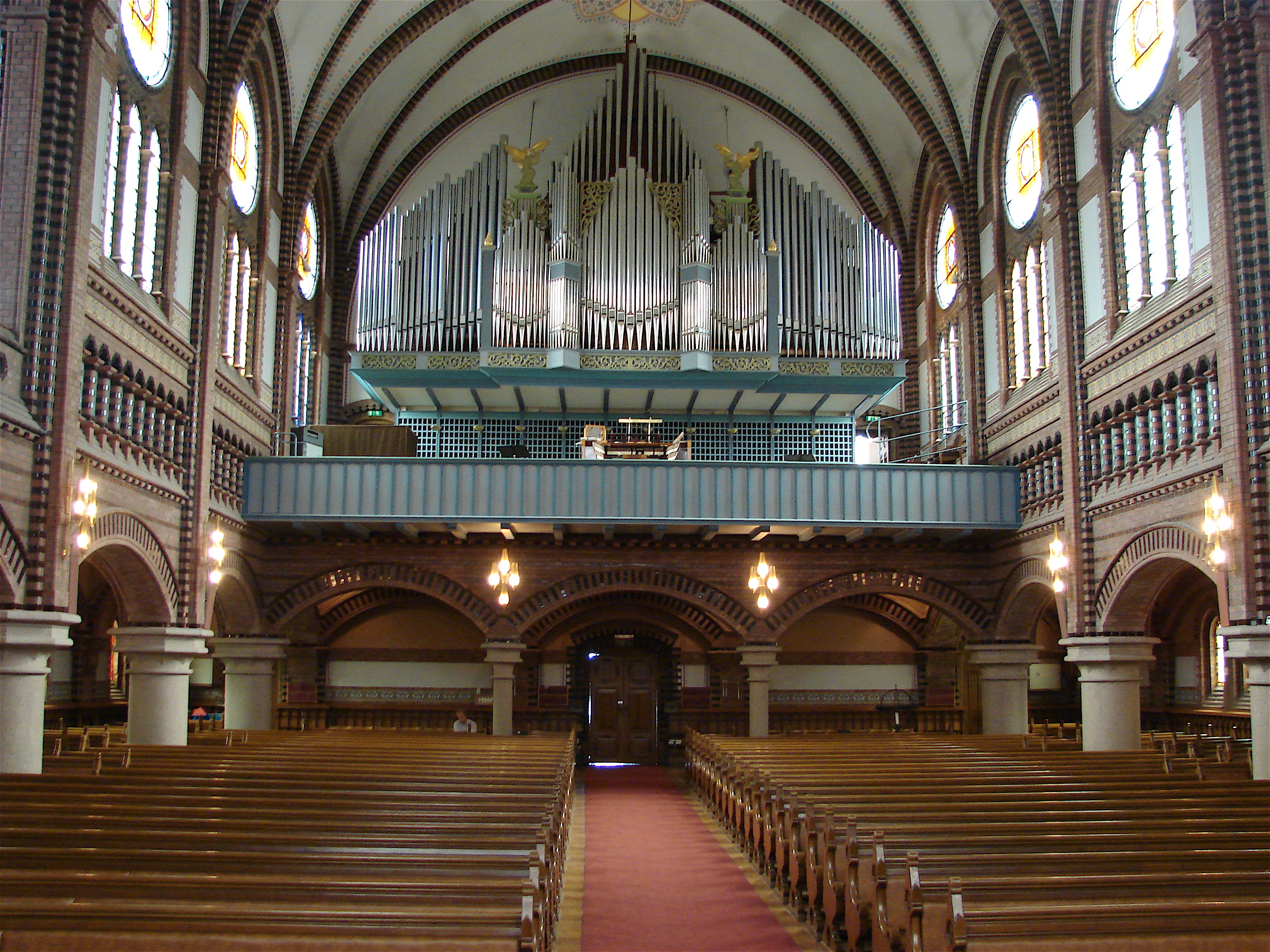
Innenraum mit Orgel (2010)

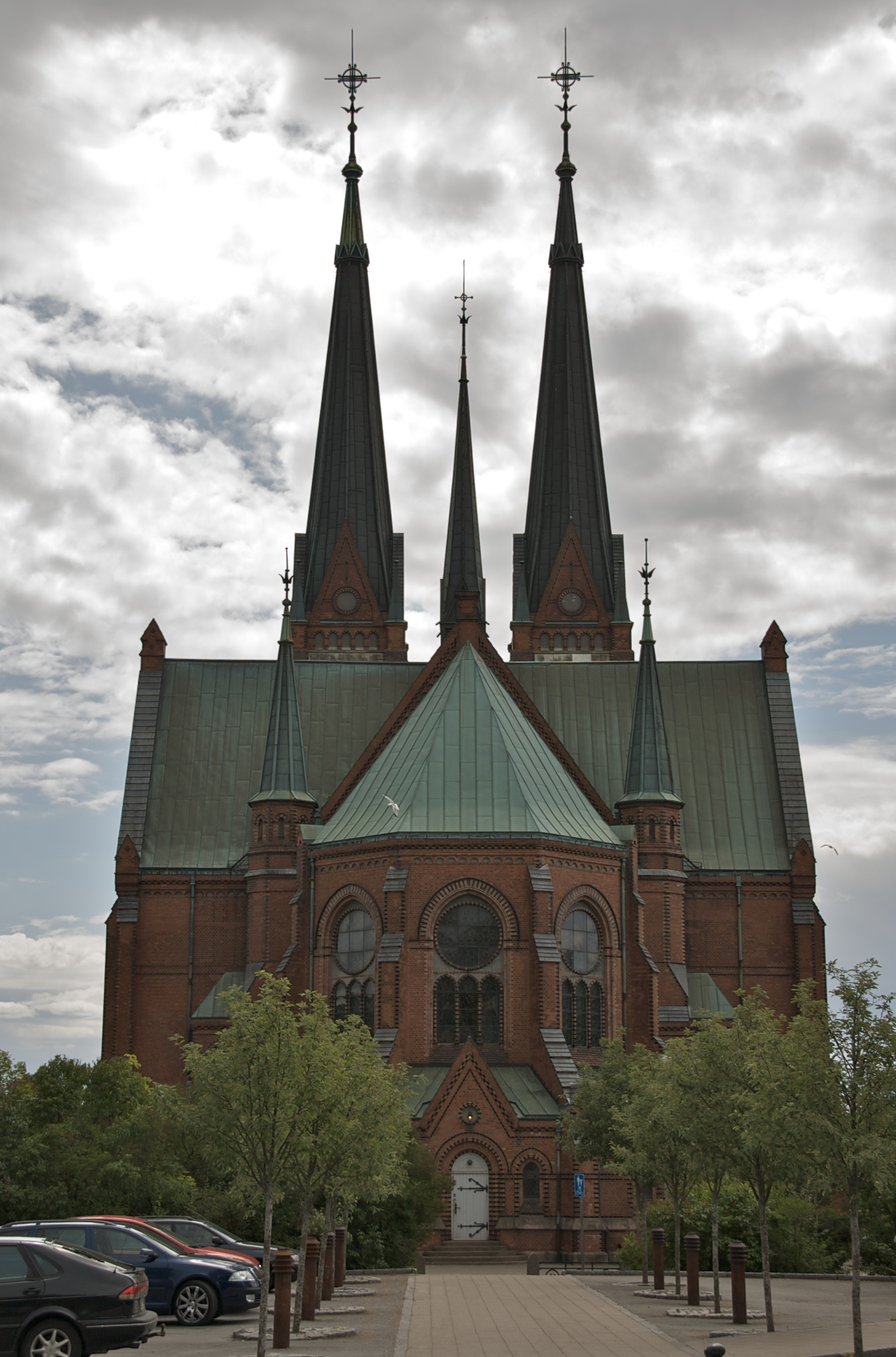
Rückseite der Skien kirke

Der Architekt Hagbarth Martin Schytte-Berg, ein Schüler der deutschen Architekten Johannes Vollmer und Johannes Otzen, entwarf die Kirche. Sie hat 1200 Sitzplätze, eine Länge von 47 m, eine Turmhöhe von 68 m und eine Innenraumhöhe von 17 m. Am 31. August 1894 wurde sie von Kristiansands Bischof Johan Christian Heuch eingeweiht.
Die Orgel in der Skien kirke ist mit 5000 Pfeifen eine der größten Norwegens. Die ursprüngliche Orgel wurde 1894 von Olsen & Jørgensens orgelfabrikk in Oslo gebaut. Diese wurde 1954 durch eine neue von J. H. Jørgensens orgelfabrikk ersetzt, die später umgebaut und modernisiert wurde.

## Baustil
Die Skien kirke ist eine Kombination aus neugotischen Spitzbögen und aus der Romanik entlehnten Rundbögen. In der Galerie und den Seitenschiffen befinden sich Rundbögen, der obere Teil des Querschiffs und die Chorbögen sind dagegen in Spitzbögen ausgearbeitet. Das Dekor der Kirche ist hauptsächlich durch die Ornamente an Decke und Wänden und Glasmalerei geprägt, die sich im Chor, dem Taufraum, dem Haupt- und dem Querschiff befindet.